# Entretiens sur la pluralité des mondes
Les Converses sobre la pluralitat dels mons (en francés: Entretiens sur la pluralité des mondes) és un assaig sobre astronomia publicat per Bernard le Bovier de Fontenelle el 1686. L'obra consta de sis lliçons divulgatives dels coneixements de René Descartes i Nicolas Copèrnic, donades a una marquesa, repartides en sis vespres i precedides d'un prefaci i una dedicatòria Al senyor L*** .
- Primer vespre. La Terra és un planeta que gira sobre si mateix i al voltant del Sol.
- Segon vespre. La Lluna és una Terra habitada.
- Tercer vespre. Peculiaritats del món lunar. Els altres planetes també estan habitats.
- Quart vespre. Particularitats dels mons de Venus, Mercuri, Mart, Júpiter i Saturn.
- Cinqué vespre. Les estreles fixes són sols, i cadascú il·lumina un món.
- Sisé vespre.[1] Noves reflexions que confirmen les de les anteriors converses. Últims descobriments que s'han fet al cel.

## Antecedents
Epicur, en la Carta a Heròdot, ja parlava de la "pluralitat de mons".
Giordano Bruno, dominic i filòsof, a la fi del segle XVI, planteja la hipòtesi de "la pluralitat de mons habitats" en la seua obra Sobre l'univers i els mons infinits.

## Les intencions de Fontenelle
Fontenelle és un dels iniciadors de l'esperit de divulgació científica, que serà continuat pels enciclopedistes del segle XVIII. Fins llavors, els treballs científics eren en llatí i destinats als estudiosos, i Fontenelle tempta de canviar aquest estat de coses.
A la fi del segle xvii, l'heliocentrisme encara no era massa conegut pel gran públic educat, que estava més interessat en el geocentrisme de Ptolemeu, i aquesta obra és una de les primeres que intenta donar a conéixer el sistema de Nicolas Copèrnic .
El llibre també desplega algunes de les idees de l'autor, com ara l'escepticisme envers la metafísica, la fe en el poder del mètode científic i el progrés, i la defensa del relativisme en oposició als filòsofs que pensen que l'ésser humà i les seues preocupacions són al centre de l'univers.

## Recepció
A l'any 1730, el poeta i diplomàtic rus Antiokh Kantemir va traduir-ne el Primer vespre. El 1742 va fer comentaris sobre aquesta obra que formaren l'esquema del seu tractat De Natura et des Homes, el primer intent de dotar la llengua russa de terminologia filosòfica. La traducció del tractat de Fontenelle al rus, però, la censurà el Sant Sínode el 1756.
Pierre Flourens va elogiar-lo tot dient que "Fontenelle té el doble mèrit d'aclarir allò que pot ser obscur en les obres que lloa, i de generalitzar la seua qüestió tècnica".

## Edicions
Trenta-tres edicions del text (amb modificacions) aparegueren en vida de l'autor, però només quatre edicions científiques:
- 1686, París, Vve C. Blageart, 1686, 359 p. (Bnf; disponible en Gallica). La primera edició de l'obra, i contenia només 5 Vespres.
- 1687, primera edició que conté el Sisé Vespre.
- 1724, nova ed. augmentada amb diverses peces, París, Michel Brunet, disponible en Gallica.
- 1742, París, Bernard Brunet fill, al volum II de les Obres completes de M. de Fontenelle. Darrera edició revisada per Fontenelle i, com a tal, considerada definitiva i utilitzada com a edició de referència.
- 1769, París, a casa de la vídua Regnard (PLUME).

- 1899, París, Llibreria de la Biblioteca Nacional, 190 p. (Bnf)
- 1908, edició de Louis Maigron.
- 1955, edició crítica de Robert Shackleton,[4] Oxford, Clarendon press, 218 p.
- 1966, edició crítica d'Alexandre Calame, Society of Modern French Texts.
- 1998, edició crítica i comentada de Christophe Martin, GF Flammarion, ISBN 2-08-071024-9.
- Associació de Bibliòfils Universals, text en línia.